# Border (nautisme)
Pour les articles homonymes, voir Border.
Sur un voilier, border signifie ramener une voile plus près du bordé, la coque du bateau. Cela consiste également à aplatir une voile en fin de manœuvre. On utilise une manœuvre courante (un cordage, comme une écoute).
En vieux français une borde est une planche, ce que l'on retrouve dans le terme « bordage » (ce qui constitue la partie externe de la coque, donc des planches avant le plastique et l'acier).
L'expression border l'artimon est un ordre plaisant que l'on donne pour faire distribuer un verre d'eau-de-vie à l'équipage.
La manœuvre inverse consiste à choquer la voile.